# Athyrium palmense
Athyrium palmense är en majbräkenväxtart som först beskrevs av Hermann Christ och fick sitt nu gällande namn av David Bruce Lellinger. Athyrium palmense ingår i släktet Athyrium och familjen Athyriaceae. Inga underarter finns listade.